# 1470
Portal Geschichte | Portal Biografien | Aktuelle Ereignisse | Jahreskalender | Tagesartikel

◄ |
14. Jahrhundert |
15. Jahrhundert
| 16. Jahrhundert | ►

◄ |
1440er |
1450er |
1460er |
1470er
| 1480er | 1490er | 1500er | ►

◄◄ |
◄ |
1466 |
1467 |
1468 |
1469 |
1470
| 1471 | 1472 | 1473 | 1474 | ► | ►►
Staatsoberhäupter  · Nekrolog
| Januar | Januar | Januar | Januar | Januar | Januar | Januar | Januar |
| Kw     | Mo     | Di     | Mi     | Do     | Fr     | Sa     | So     |
| ------ | ------ | ------ | ------ | ------ | ------ | ------ | ------ |
| 1      | 1      | 2      | 3      | 4      | 5      | 6      | 7      |
| 2      | 8      | 9      | 10     | 11     | 12     | 13     | 14     |
| 3      | 15     | 16     | 17     | 18     | 19     | 20     | 21     |
| 4      | 22     | 23     | 24     | 25     | 26     | 27     | 28     |
| 5      | 29     | 30     | 31     |        |        |        |        |

| Februar | Februar | Februar | Februar | Februar | Februar | Februar | Februar |
| Kw      | Mo      | Di      | Mi      | Do      | Fr      | Sa      | So      |
| ------- | ------- | ------- | ------- | ------- | ------- | ------- | ------- |
| 5       |         |         |         | 1       | 2       | 3       | 4       |
| 6       | 5       | 6       | 7       | 8       | 9       | 10      | 11      |
| 7       | 12      | 13      | 14      | 15      | 16      | 17      | 18      |
| 8       | 19      | 20      | 21      | 22      | 23      | 24      | 25      |
| 9       | 26      | 27      | 28      |         |         |         |         |

| März | März | März | März | März | März | März | März |
| Kw   | Mo   | Di   | Mi   | Do   | Fr   | Sa   | So   |
| ---- | ---- | ---- | ---- | ---- | ---- | ---- | ---- |
| 9    |      |      |      | 1    | 2    | 3    | 4    |
| 10   | 5    | 6    | 7    | 8    | 9    | 10   | 11   |
| 11   | 12   | 13   | 14   | 15   | 16   | 17   | 18   |
| 12   | 19   | 20   | 21   | 22   | 23   | 24   | 25   |
| 13   | 26   | 27   | 28   | 29   | 30   | 31   |      |

| April | April | April | April | April | April | April | April |
| Kw    | Mo    | Di    | Mi    | Do    | Fr    | Sa    | So    |
| ----- | ----- | ----- | ----- | ----- | ----- | ----- | ----- |
| 13    |       |       |       |       |       |       | 1     |
| 14    | 2     | 3     | 4     | 5     | 6     | 7     | 8     |
| 15    | 9     | 10    | 11    | 12    | 13    | 14    | 15    |
| 16    | 16    | 17    | 18    | 19    | 20    | 21    | 22    |
| 17    | 23    | 24    | 25    | 26    | 27    | 28    | 29    |
| 18    | 30    |       |       |       |       |       |       |

| Mai | Mai | Mai | Mai | Mai | Mai | Mai | Mai |
| Kw  | Mo  | Di  | Mi  | Do  | Fr  | Sa  | So  |
| --- | --- | --- | --- | --- | --- | --- | --- |
| 18  |     | 1   | 2   | 3   | 4   | 5   | 6   |
| 19  | 7   | 8   | 9   | 10  | 11  | 12  | 13  |
| 20  | 14  | 15  | 16  | 17  | 18  | 19  | 20  |
| 21  | 21  | 22  | 23  | 24  | 25  | 26  | 27  |
| 22  | 28  | 29  | 30  | 31  |     |     |     |

| Juni | Juni | Juni | Juni | Juni | Juni | Juni | Juni |
| Kw   | Mo   | Di   | Mi   | Do   | Fr   | Sa   | So   |
| ---- | ---- | ---- | ---- | ---- | ---- | ---- | ---- |
| 22   |      |      |      |      | 1    | 2    | 3    |
| 23   | 4    | 5    | 6    | 7    | 8    | 9    | 10   |
| 24   | 11   | 12   | 13   | 14   | 15   | 16   | 17   |
| 25   | 18   | 19   | 20   | 21   | 22   | 23   | 24   |
| 26   | 25   | 26   | 27   | 28   | 29   | 30   |      |

| Juli | Juli | Juli | Juli | Juli | Juli | Juli | Juli |
| Kw   | Mo   | Di   | Mi   | Do   | Fr   | Sa   | So   |
| ---- | ---- | ---- | ---- | ---- | ---- | ---- | ---- |
| 26   |      |      |      |      |      |      | 1    |
| 27   | 2    | 3    | 4    | 5    | 6    | 7    | 8    |
| 28   | 9    | 10   | 11   | 12   | 13   | 14   | 15   |
| 29   | 16   | 17   | 18   | 19   | 20   | 21   | 22   |
| 30   | 23   | 24   | 25   | 26   | 27   | 28   | 29   |
| 31   | 30   | 31   |      |      |      |      |      |

| August | August | August | August | August | August | August | August |
| Kw     | Mo     | Di     | Mi     | Do     | Fr     | Sa     | So     |
| ------ | ------ | ------ | ------ | ------ | ------ | ------ | ------ |
| 31     |        |        | 1      | 2      | 3      | 4      | 5      |
| 32     | 6      | 7      | 8      | 9      | 10     | 11     | 12     |
| 33     | 13     | 14     | 15     | 16     | 17     | 18     | 19     |
| 34     | 20     | 21     | 22     | 23     | 24     | 25     | 26     |
| 35     | 27     | 28     | 29     | 30     | 31     |        |        |

| September | September | September | September | September | September | September | September |
| Kw        | Mo        | Di        | Mi        | Do        | Fr        | Sa        | So        |
| --------- | --------- | --------- | --------- | --------- | --------- | --------- | --------- |
| 35        |           |           |           |           |           | 1         | 2         |
| 36        | 3         | 4         | 5         | 6         | 7         | 8         | 9         |
| 37        | 10        | 11        | 12        | 13        | 14        | 15        | 16        |
| 38        | 17        | 18        | 19        | 20        | 21        | 22        | 23        |
| 39        | 24        | 25        | 26        | 27        | 28        | 29        | 30        |

| Oktober | Oktober | Oktober | Oktober | Oktober | Oktober | Oktober | Oktober |
| Kw      | Mo      | Di      | Mi      | Do      | Fr      | Sa      | So      |
| ------- | ------- | ------- | ------- | ------- | ------- | ------- | ------- |
| 40      | 1       | 2       | 3       | 4       | 5       | 6       | 7       |
| 41      | 8       | 9       | 10      | 11      | 12      | 13      | 14      |
| 42      | 15      | 16      | 17      | 18      | 19      | 20      | 21      |
| 43      | 22      | 23      | 24      | 25      | 26      | 27      | 28      |
| 44      | 29      | 30      | 31      |         |         |         |         |

| November | November | November | November | November | November | November | November |
| Kw       | Mo       | Di       | Mi       | Do       | Fr       | Sa       | So       |
| -------- | -------- | -------- | -------- | -------- | -------- | -------- | -------- |
| 44       |          |          |          | 1        | 2        | 3        | 4        |
| 45       | 5        | 6        | 7        | 8        | 9        | 10       | 11       |
| 46       | 12       | 13       | 14       | 15       | 16       | 17       | 18       |
| 47       | 19       | 20       | 21       | 22       | 23       | 24       | 25       |
| 48       | 26       | 27       | 28       | 29       | 30       |          |          |

| Dezember | Dezember | Dezember | Dezember | Dezember | Dezember | Dezember | Dezember |
| Kw       | Mo       | Di       | Mi       | Do       | Fr       | Sa       | So       |
| -------- | -------- | -------- | -------- | -------- | -------- | -------- | -------- |
| 48       |          |          |          |          |          | 1        | 2        |
| 49       | 3        | 4        | 5        | 6        | 7        | 8        | 9        |
| 50       | 10       | 11       | 12       | 13       | 14       | 15       | 16       |
| 51       | 17       | 18       | 19       | 20       | 21       | 22       | 23       |
| 52       | 24       | 25       | 26       | 27       | 28       | 29       | 30       |
| 1        | 31       |          |          |          |          |          |          |

| Januar | Januar | Januar | Januar | Januar | Januar | Januar | Januar |
| Kw     | Mo     | Di     | Mi     | Do     | Fr     | Sa     | So     |
| ------ | ------ | ------ | ------ | ------ | ------ | ------ | ------ |
| 1      | 1      | 2      | 3      | 4      | 5      | 6      | 7      |
| 2      | 8      | 9      | 10     | 11     | 12     | 13     | 14     |
| 3      | 15     | 16     | 17     | 18     | 19     | 20     | 21     |
| 4      | 22     | 23     | 24     | 25     | 26     | 27     | 28     |
| 5      | 29     | 30     | 31     |        |        |        |        |

| Februar | Februar | Februar | Februar | Februar | Februar | Februar | Februar |
| Kw      | Mo      | Di      | Mi      | Do      | Fr      | Sa      | So      |
| ------- | ------- | ------- | ------- | ------- | ------- | ------- | ------- |
| 5       |         |         |         | 1       | 2       | 3       | 4       |
| 6       | 5       | 6       | 7       | 8       | 9       | 10      | 11      |
| 7       | 12      | 13      | 14      | 15      | 16      | 17      | 18      |
| 8       | 19      | 20      | 21      | 22      | 23      | 24      | 25      |
| 9       | 26      | 27      | 28      |         |         |         |         |

| März | März | März | März | März | März | März | März |
| Kw   | Mo   | Di   | Mi   | Do   | Fr   | Sa   | So   |
| ---- | ---- | ---- | ---- | ---- | ---- | ---- | ---- |
| 9    |      |      |      | 1    | 2    | 3    | 4    |
| 10   | 5    | 6    | 7    | 8    | 9    | 10   | 11   |
| 11   | 12   | 13   | 14   | 15   | 16   | 17   | 18   |
| 12   | 19   | 20   | 21   | 22   | 23   | 24   | 25   |
| 13   | 26   | 27   | 28   | 29   | 30   | 31   |      |

| April | April | April | April | April | April | April | April |
| Kw    | Mo    | Di    | Mi    | Do    | Fr    | Sa    | So    |
| ----- | ----- | ----- | ----- | ----- | ----- | ----- | ----- |
| 13    |       |       |       |       |       |       | 1     |
| 14    | 2     | 3     | 4     | 5     | 6     | 7     | 8     |
| 15    | 9     | 10    | 11    | 12    | 13    | 14    | 15    |
| 16    | 16    | 17    | 18    | 19    | 20    | 21    | 22    |
| 17    | 23    | 24    | 25    | 26    | 27    | 28    | 29    |
| 18    | 30    |       |       |       |       |       |       |

| Mai | Mai | Mai | Mai | Mai | Mai | Mai | Mai |
| Kw  | Mo  | Di  | Mi  | Do  | Fr  | Sa  | So  |
| --- | --- | --- | --- | --- | --- | --- | --- |
| 18  |     | 1   | 2   | 3   | 4   | 5   | 6   |
| 19  | 7   | 8   | 9   | 10  | 11  | 12  | 13  |
| 20  | 14  | 15  | 16  | 17  | 18  | 19  | 20  |
| 21  | 21  | 22  | 23  | 24  | 25  | 26  | 27  |
| 22  | 28  | 29  | 30  | 31  |     |     |     |

| Juni | Juni | Juni | Juni | Juni | Juni | Juni | Juni |
| Kw   | Mo   | Di   | Mi   | Do   | Fr   | Sa   | So   |
| ---- | ---- | ---- | ---- | ---- | ---- | ---- | ---- |
| 22   |      |      |      |      | 1    | 2    | 3    |
| 23   | 4    | 5    | 6    | 7    | 8    | 9    | 10   |
| 24   | 11   | 12   | 13   | 14   | 15   | 16   | 17   |
| 25   | 18   | 19   | 20   | 21   | 22   | 23   | 24   |
| 26   | 25   | 26   | 27   | 28   | 29   | 30   |      |

| Juli | Juli | Juli | Juli | Juli | Juli | Juli | Juli |
| Kw   | Mo   | Di   | Mi   | Do   | Fr   | Sa   | So   |
| ---- | ---- | ---- | ---- | ---- | ---- | ---- | ---- |
| 26   |      |      |      |      |      |      | 1    |
| 27   | 2    | 3    | 4    | 5    | 6    | 7    | 8    |
| 28   | 9    | 10   | 11   | 12   | 13   | 14   | 15   |
| 29   | 16   | 17   | 18   | 19   | 20   | 21   | 22   |
| 30   | 23   | 24   | 25   | 26   | 27   | 28   | 29   |
| 31   | 30   | 31   |      |      |      |      |      |

| August | August | August | August | August | August | August | August |
| Kw     | Mo     | Di     | Mi     | Do     | Fr     | Sa     | So     |
| ------ | ------ | ------ | ------ | ------ | ------ | ------ | ------ |
| 31     |        |        | 1      | 2      | 3      | 4      | 5      |
| 32     | 6      | 7      | 8      | 9      | 10     | 11     | 12     |
| 33     | 13     | 14     | 15     | 16     | 17     | 18     | 19     |
| 34     | 20     | 21     | 22     | 23     | 24     | 25     | 26     |
| 35     | 27     | 28     | 29     | 30     | 31     |        |        |

| September | September | September | September | September | September | September | September |
| Kw        | Mo        | Di        | Mi        | Do        | Fr        | Sa        | So        |
| --------- | --------- | --------- | --------- | --------- | --------- | --------- | --------- |
| 35        |           |           |           |           |           | 1         | 2         |
| 36        | 3         | 4         | 5         | 6         | 7         | 8         | 9         |
| 37        | 10        | 11        | 12        | 13        | 14        | 15        | 16        |
| 38        | 17        | 18        | 19        | 20        | 21        | 22        | 23        |
| 39        | 24        | 25        | 26        | 27        | 28        | 29        | 30        |

| Oktober | Oktober | Oktober | Oktober | Oktober | Oktober | Oktober | Oktober |
| Kw      | Mo      | Di      | Mi      | Do      | Fr      | Sa      | So      |
| ------- | ------- | ------- | ------- | ------- | ------- | ------- | ------- |
| 40      | 1       | 2       | 3       | 4       | 5       | 6       | 7       |
| 41      | 8       | 9       | 10      | 11      | 12      | 13      | 14      |
| 42      | 15      | 16      | 17      | 18      | 19      | 20      | 21      |
| 43      | 22      | 23      | 24      | 25      | 26      | 27      | 28      |
| 44      | 29      | 30      | 31      |         |         |         |         |

| November | November | November | November | November | November | November | November |
| Kw       | Mo       | Di       | Mi       | Do       | Fr       | Sa       | So       |
| -------- | -------- | -------- | -------- | -------- | -------- | -------- | -------- |
| 44       |          |          |          | 1        | 2        | 3        | 4        |
| 45       | 5        | 6        | 7        | 8        | 9        | 10       | 11       |
| 46       | 12       | 13       | 14       | 15       | 16       | 17       | 18       |
| 47       | 19       | 20       | 21       | 22       | 23       | 24       | 25       |
| 48       | 26       | 27       | 28       | 29       | 30       |          |          |

| Dezember | Dezember | Dezember | Dezember | Dezember | Dezember | Dezember | Dezember |
| Kw       | Mo       | Di       | Mi       | Do       | Fr       | Sa       | So       |
| -------- | -------- | -------- | -------- | -------- | -------- | -------- | -------- |
| 48       |          |          |          |          |          | 1        | 2        |
| 49       | 3        | 4        | 5        | 6        | 7        | 8        | 9        |
| 50       | 10       | 11       | 12       | 13       | 14       | 15       | 16       |
| 51       | 17       | 18       | 19       | 20       | 21       | 22       | 23       |
| 52       | 24       | 25       | 26       | 27       | 28       | 29       | 30       |
| 1        | 31       |          |          |          |          |          |          |

## Ereignisse

### Politik und Weltgeschehen

#### Rosenkriege in England
12. März: In der Zeit der Rosenkriege endet die Schlacht von Losecote Field mit einem Erfolg des Hauses York unter Englands König Edward IV. über das Haus Lancaster unter Richard Neville, 16. Earl of Warwick, bekannt als „Warwick der Königsmacher“, der mit George Plantagenet, 1. Duke of Clarence, diesmal vergeblich einen neuen König auf den englischen Thron bringen wollte. Richard Neville wird als Verräter angeklagt und muss nach Frankreich fliehen.

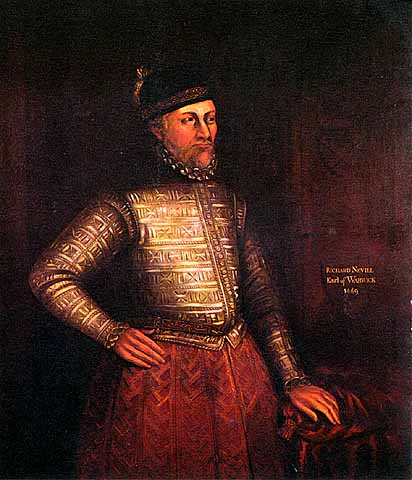
Richard Neville, 16. Earl of Warwick

- Juli: Richard Neville und Margarete von Anjou verbünden sich zur Wiedereinsetzung von Margaretes Ehemann Heinrich VI. als König von England. Die beiden erhalten vom französischen König Ludwig XI. zusätzlich finanzielle Unterstützung.
- Anfang Oktober: Angesichts der militärischen Übermacht flieht Edward IV. mit seinem Bruder Richard, dem Herzog von Gloucester, nach Flandern. Edwards hochschwangere Frau Elizabeth Woodville flüchtet sich ins Kirchenexil, wo sie am 2. oder 4. November den Sohn Edward zur Welt bringt.
- 6. Oktober: Richard Neville und George Plantagenet ziehen prunkvoll in London ein.
- 13. Oktober: Heinrich VI. wird neuerlich als König von England eingesetzt und das Parlament erklärt die Absetzung Edwards. Dieser hat im burgundischen Exil bereits mit der Sammlung von Truppen begonnen.

#### Nordeuropa

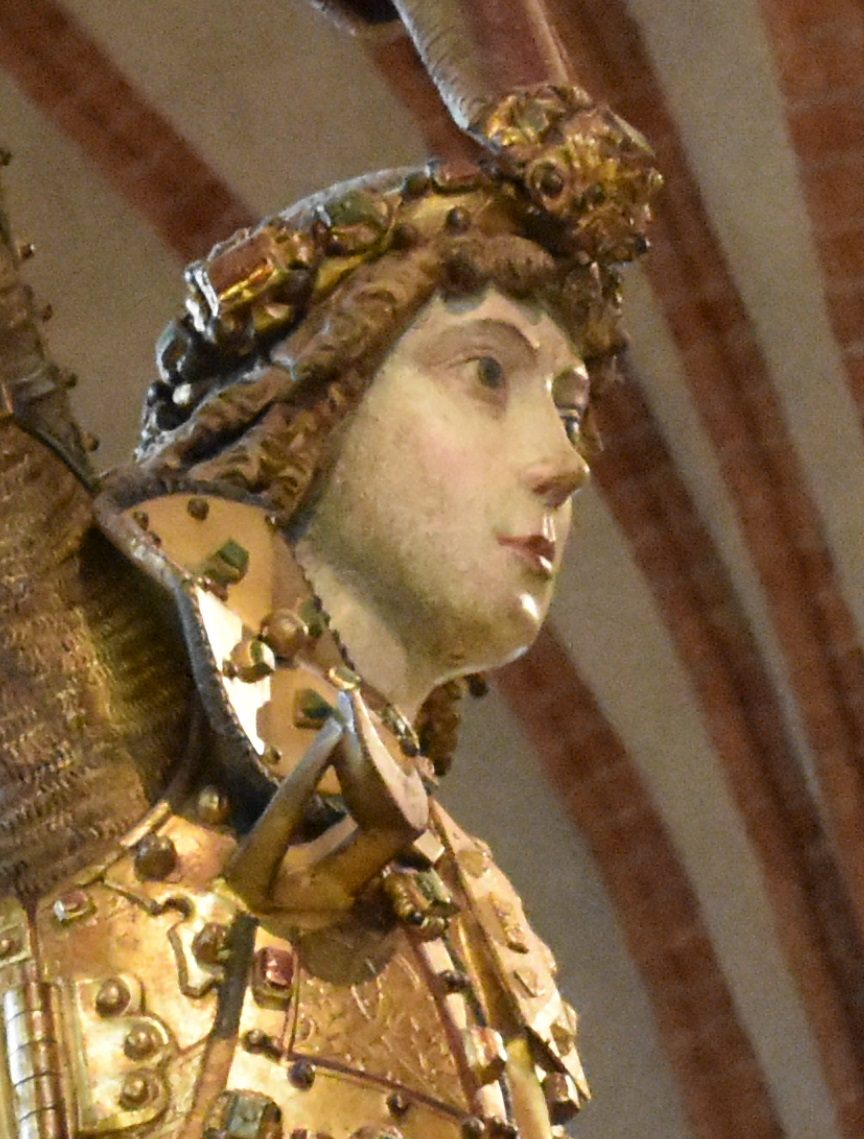
Sten Sture der Ältere

Am 15. Mai stirbt der schwedische König Karl VIII. aus dem Geschlecht der Bonde. Nachfolger wird sein Neffe Sten Sture der Ältere, formal nur als Reichsverweser. Der seit 1464 nur noch in Dänemark und Norwegen regierende Unionskönig Christian I. versucht daraufhin, neuerlich seine Herrschaft in Schweden wiederherzustellen und die Kalmarer Union wieder zu vereinen. Sten Stures Rivalen und der prodänisch gesinnte Teil des schwedischen Hochadels sowie des Bürgertums vereinen sich zum Aufstand. Ein neuerlicher Dänisch-Schwedischer Krieg beginnt.

#### Heiliges Römisches Reich

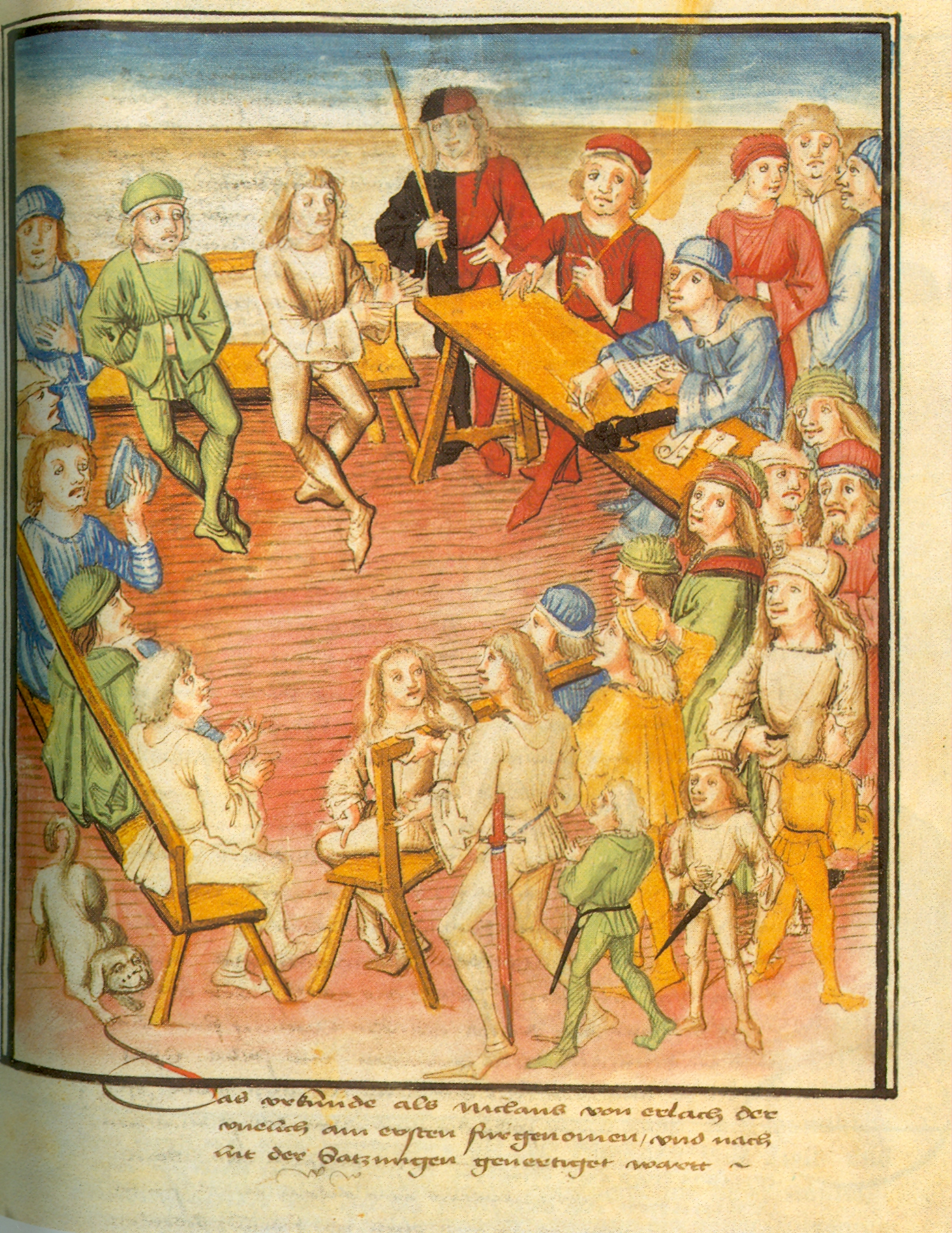
Illustration zum Twingherrenstreit in Diebold Schillings Berner Chronik, 1485

Mit der Wahl des Metzgermeisters Peter Kistler zum Schultheissen von Bern am 23. April beginnt der Twingherrenstreit zwischen dem Adel und den Notabeln der Stadt. Der Rat verabschiedet in der Absicht, die adeligen Geschlechter aus dem Rat zu drängen und deren Machtbefugnisse und Vorrechte zu Gunsten der Stadt Bern zu beschneiden, eine strenge Kleiderordnung, die beim Adel heftigen Widerstand auslöst. Während einer Messe im Berner Münster erscheinen die Familien von Bubenberg, von Erlach, von Diesbach, Matter, von Ringoltingen und andere demonstrativ in den verbotenen Kleidern. Dies führt zu einer Gerichtsverhandlung, in der die adligen Familien auf ihre äusserliche Abgrenzung gegen das einfache Volk beharren und dies als angeborenes, gottgewolltes Vorrecht verteidigen. Sprecher der Adelspartei und Hauptgegner von Peter Kistler ist der Kürschnermeister Hans Fränkli. Der Prozess endet mit Geldstrafen und alle Beteiligten werden für einen Monat aus der Stadt Bern verbannt. Der bernische Rat sieht sich jedoch nach kurzer Zeit aus wirtschaftlichen Überlegungen gezwungen, die Verbannten wieder in die Stadt zu lassen und die Kleidergesetze zu Gunsten der adligen Familien abzuändern.

#### Entdeckungsfahrten
- Portugiesische Seefahrer erreichen Guinea und entdecken die Insel Corisco.

#### Urkundliche Ersterwähnungen
- Erste urkundliche Erwähnung der Stadt Oberhof im Thüringer Wald.
- Ersturkundliche Erwähnung des Schlosses Syburg.

### Wissenschaft und Technik
- Das älteste deutschsprachige Seebuch wird hergestellt.

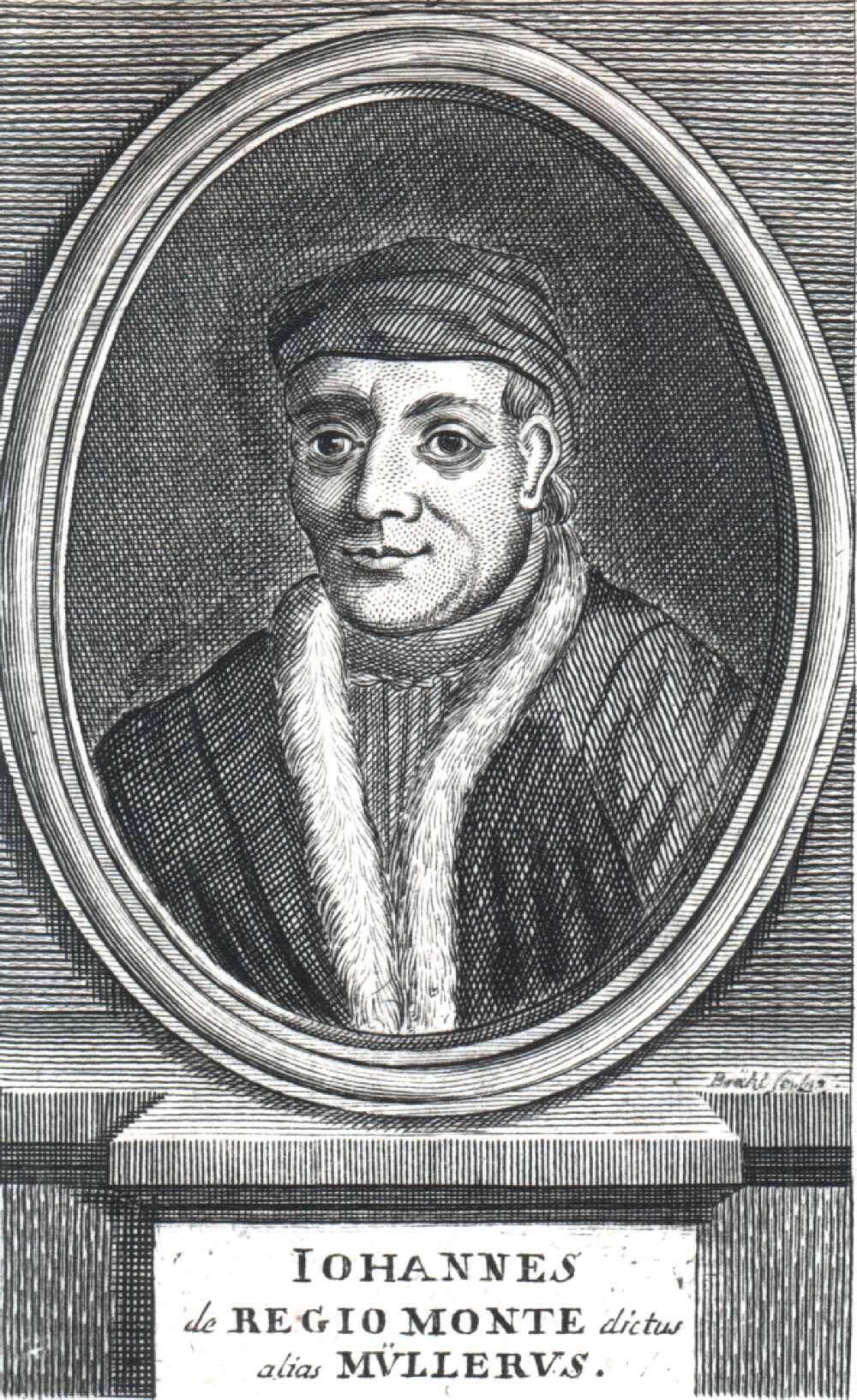
Regiomontanus

Um 1470 entwickelt Johannes Müller, bekannt als Regiomontanus, den Jakobsstab weiter.

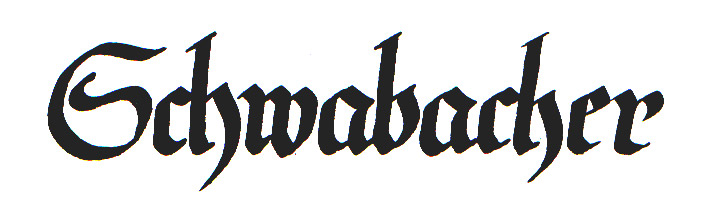
Schriftzug Schwabacher

Um 1470 entsteht Schwabacher, eine Variante der gebrochenen Schrift.

### Kultur
Arnold Therhoernen setzt erstmals Kustoden  bei gedruckten Büchern ein.
Die Berner Ratsherren Bendicht Tschachtlan und Heinrich Dittlinger fertigen die Tschachtlanchronik an, die älteste erhalten gebliebene Schweizer Bilderchronik. Es handelt sich dabei um eine Papierhandschrift mit 230 farbigen, meist ganzseitigen Abbildungen.

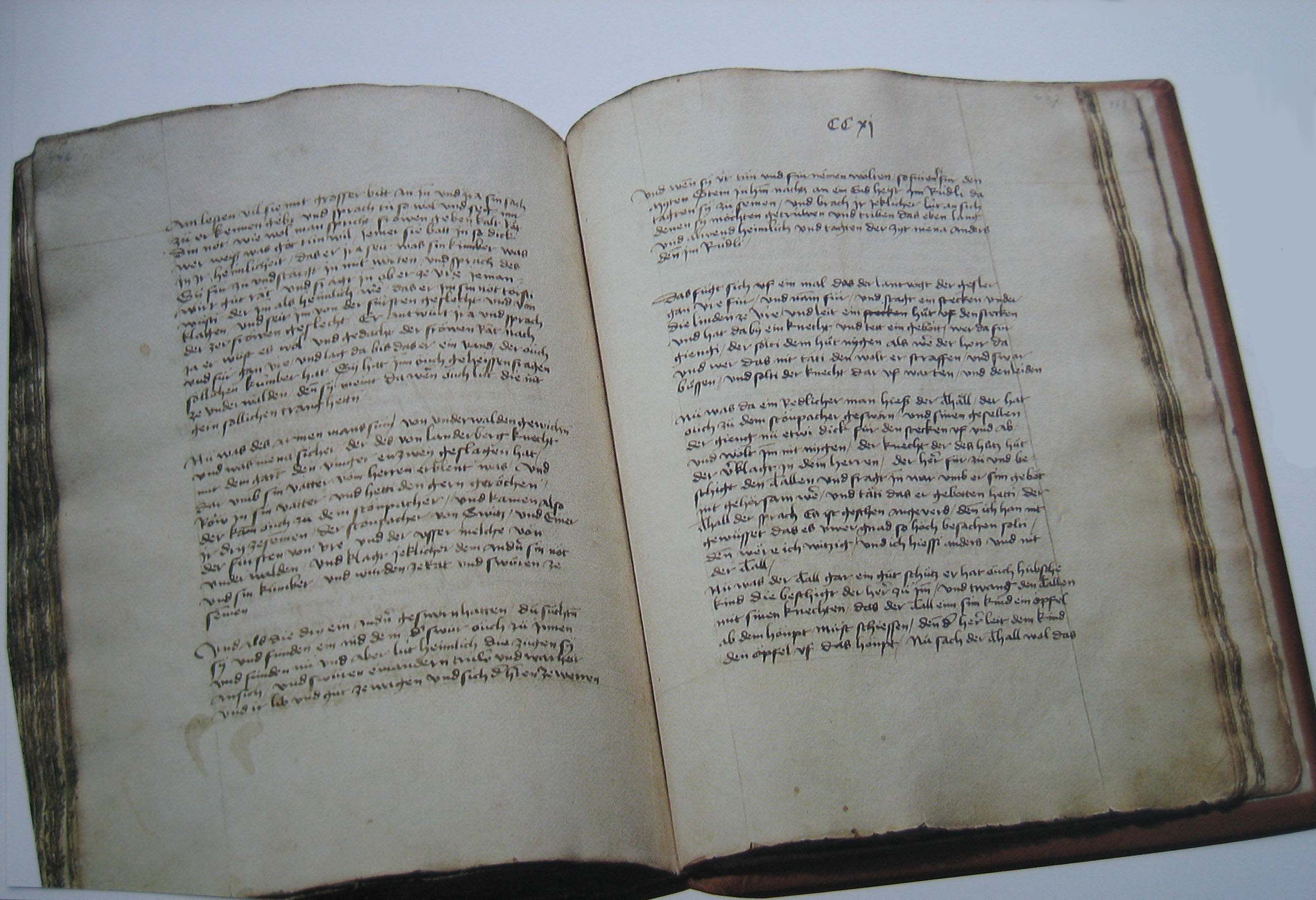
Das Weisse Buch von Sarnen

Das Weisse Buch von Sarnen entsteht, eine vom Obwaldner Landschreiber Hans Schriber verfasste Sammlung eidgenössischer Urkunden und Geschichtsschreibung der Innerschweiz. In dem Buch wurde die Legende von Wilhelm Tell erstmals niedergeschrieben.
Sandro Botticelli eröffnet in Florenz seine eigene Werkstatt. Im selben Jahr erhält er den Auftrag, ein Bild der Tapferkeit (Fortitudo) in der Reihe der sieben Tugenden für das Zunftgericht Tribunale della Mercanzia anzufertigen.

### Religion

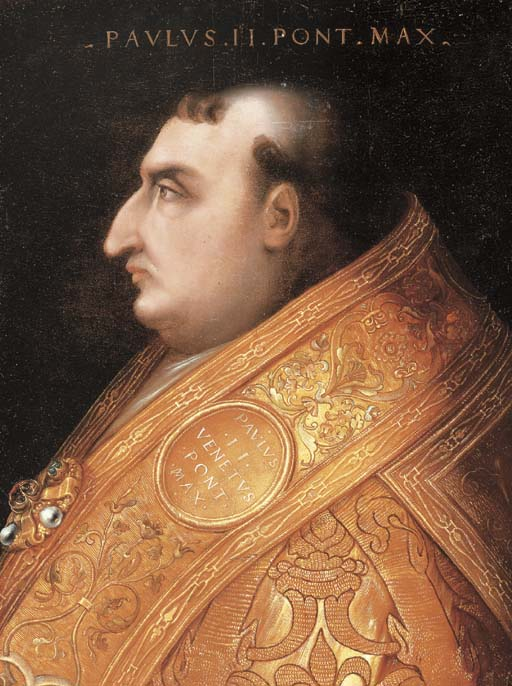
Paul II.

Papst Paul II. legt fest, dass das katholische Jubeljahr unabänderlich alle 25 Jahre stattfinden soll, beginnend mit dem Jahr 1475.

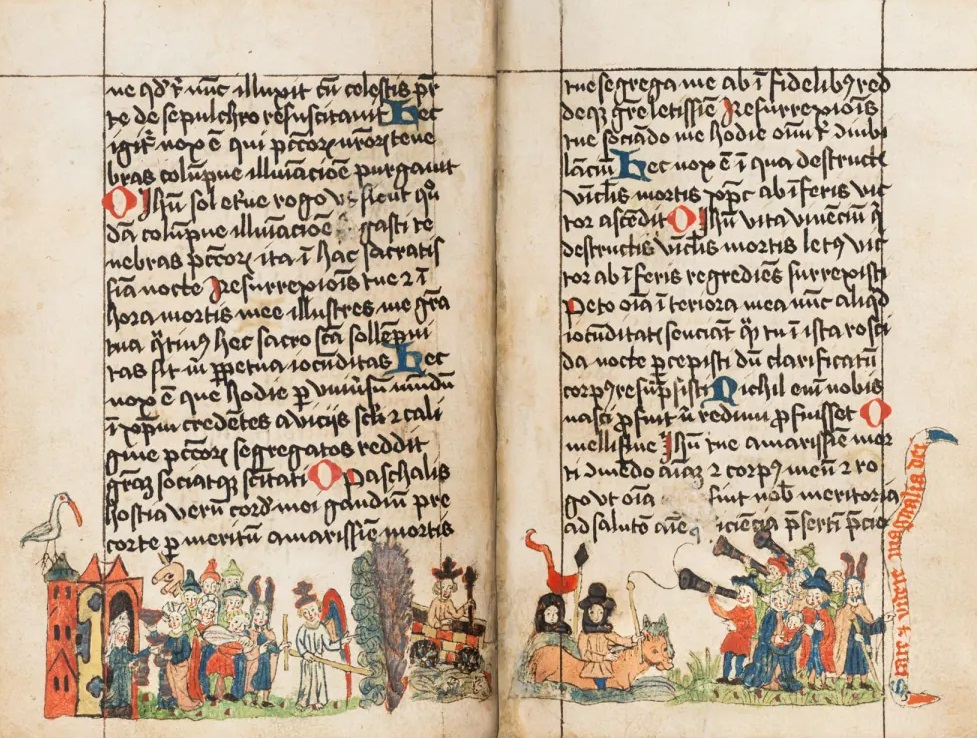
Medinger Osterorationale, Doppelseite mit Illustrationen

Um 1470 entsteht im Zisterzienserinnenkloster Medingen im heutigen Niedersachsen das Medinger Osterorationale, ein spätmittelalterliches klösterliches Andachtsbuch für das Osterfest. Die kleinformatige Handschrift umfasst 335 doppelseitig beschriebene hochformatige Pergamentblätter. Gebunden ist sie in einen Holzdeckeleinband mit braunem Lederbezug. Die Schrift enthält liturgische Texte der Osterliturgie, Gebete und Meditationen, deren Texte meist 17-zeilig in einer regelmäßigen Bastarda geschrieben sind. Sie sind überwiegend in Latein mit längeren niederdeutschen Passagen gehalten. Die Lombarden weisen meist die Farben Rot und Blau auf. Die 38 farbigen Illustrationen sind kunstvoll und aufwendig gestaltet und zeigen erzählende und allegorische biblische Szenen des Alten und Neuen Testaments.

### Natur und Umwelt
- Seegfrörne: Der Bodensee ist komplett zugefroren.

## Historische Karten und Ansichten

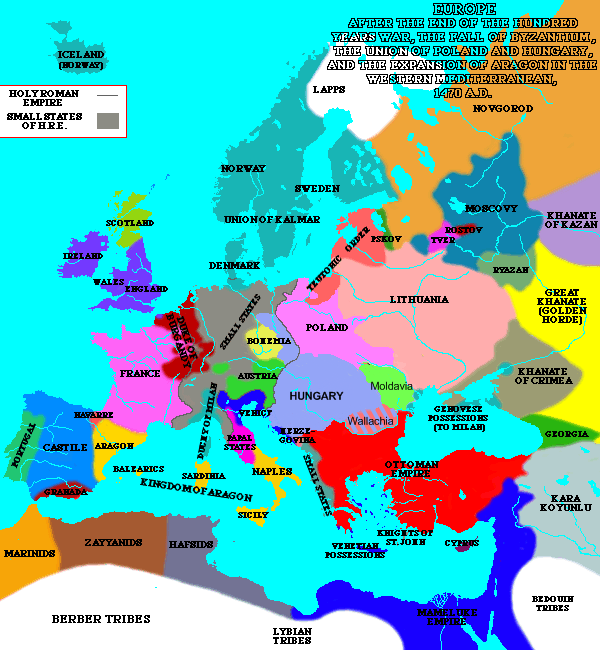
Territorien und Herrschaftsbereiche in Europa, vorderem Orient und Nordafrika um 1470

## Geboren

### Geburtsdatum gesichert
- 01. Januar: Magnus I., Herzog von Sachsen-Lauenburg († 1543)
- 16. Februar: Erich I., Herzog zu Braunschweig-Lüneburg und regierender Fürst von Calenberg-Göttingen († 1540)
- 01. April: Andrea Briosco, italienischer Bildhauer, Goldschmied und Medailleur († 1532)
- 01. Mai: Adriana von Hanau, Gräfin von Solms zu Lich († 1524)
- 20. Mai: Pietro Bembo, italienischer Humanist († 1547)
- 06. Juni: Ottilie von Baden, Markgräfin von Baden († 1490)
- 23. Juni: Ambrosius von Viermund, hessischer Ritter († 1539)

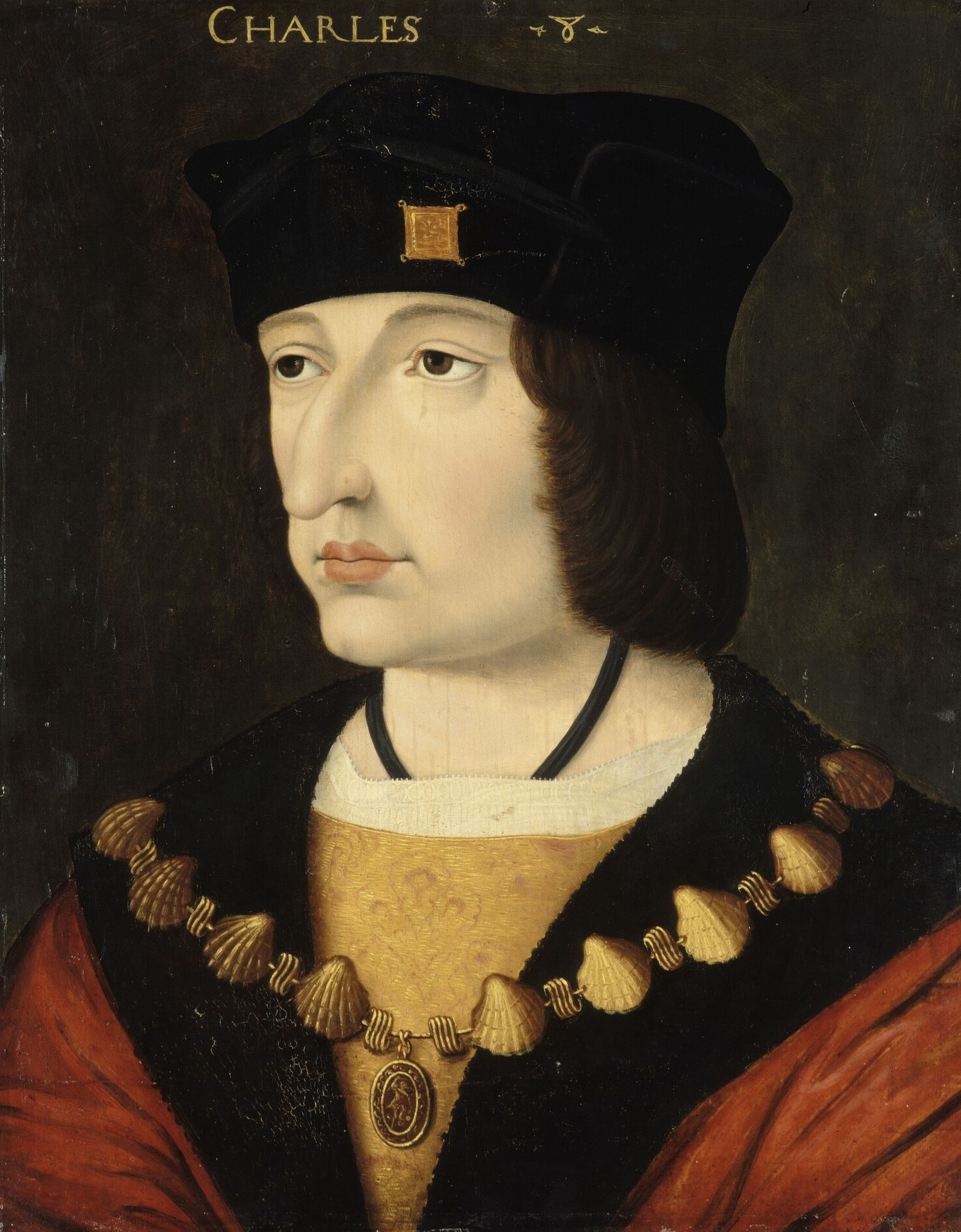
Karl VIII. von Frankreich

- 30. Juni: Karl VIII., König von Frankreich († 1498)
- 30. Juli: Hongzhi, chinesischer Kaiser der Ming-Dynastie († 1505)
- 04. August: Lucrezia di Lorenzo de’ Medici, Angehörige des Patriziats von Florenz († 1553)
- 02. Oktober: Elisabeth von Spanien, Königin von Portugal und Prinzessin von Spanien († 1498)
- 02. Oktober: Georg I., Herzog von Münsterberg und Oels, Graf von Glatz († 1502)
- 02. Oktober: Isabella von Aragon, Herzogin von Mailand († 1524)

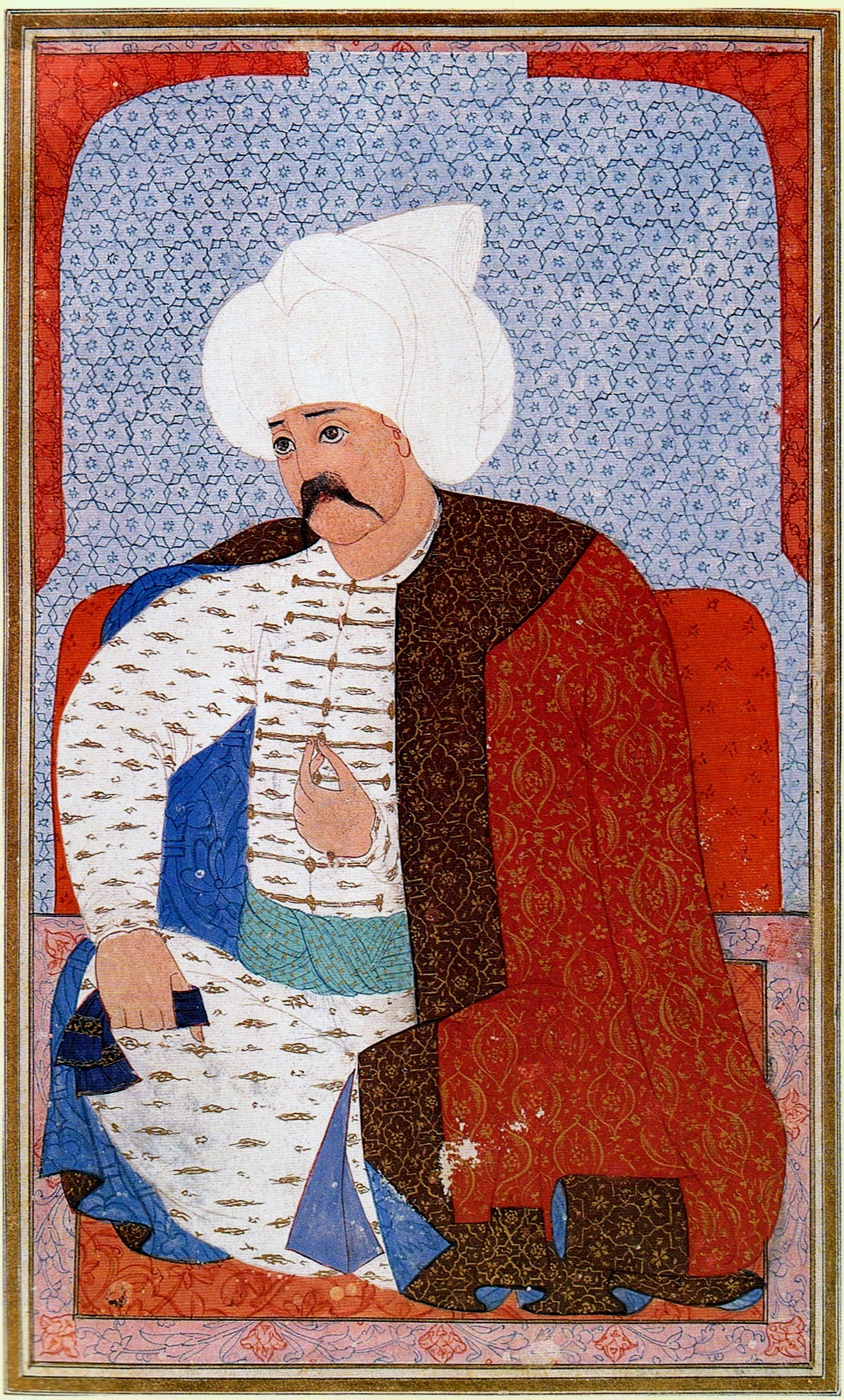
Selim I.

- 10. Oktober: Selim I., Sultan des Osmanischen Reichs († 1520)
- 15. Oktober: Mutianus Rufus, deutscher Humanist († 1526)
- 04. November: Eduard V., König von England († verm. 1483)
- 05. Dezember: Willibald Pirckheimer, deutscher Humanist († 1530)

### Genaues Geburtsdatum unbekannt
- Apollonia von Wiedebach, sächsische Adlige und Stifterin († 1526)
- Pánfilo de Narváez, spanischer Konquistador († 1528)
- Stephan Rosinus, deutscher Humanist, Hochschullehrer und Diplomat († 1548)

### Geboren um 1470
- Aires de Figueiredo Barbosa, portugiesischer Humanist, Gelehrter und Hochschullehrer an der Universität Salamanca († 1540)
- Bernardino de Conti, italienischer Maler der Renaissance († nach 1522)
- Johann Eberlin von Günzburg, deutscher reformatorischer Theologe und Autor († 1533)
- Daniel Hopfer, deutscher Waffenätzer, Radierer und Holzschneider († 1536)
- Zdeniek Lev von Rosental, Angehöriger des böhmischen Herrenstands († 1535)
- George Manners, 11. Baron de Ros, englischer Adeliger († 1513)
- Marcus Musurus, kretisch-italienischer Gelehrter, Humanist und Redakteur († 1517)
- Francisco de Peñalosa, spanischer Kleriker, Sänger und Komponist († 1528)
- Matthew Stewart, 2. Earl of Lennox, schottischer Adeliger († 1513)
- Piri Reis, osmanischer Kartograf († 1554 oder 1555)
- Kunz von der Rosen, Berater und Hofnarr des deutschen Königs Maximilian I. († 1519)
- Ludovico de Varthema, italienischer Entdeckungsreisender und Schriftsteller († 1517)

## Gestorben

### Todesdatum gesichert
- 02. Januar: Heinrich Reuß von Plauen, Hochmeister des Deutschen Ordens (* 1400)
- 18. Januar: Go-Hanazono, 102. Tennō (Kaiser) von Japan (* 1419)

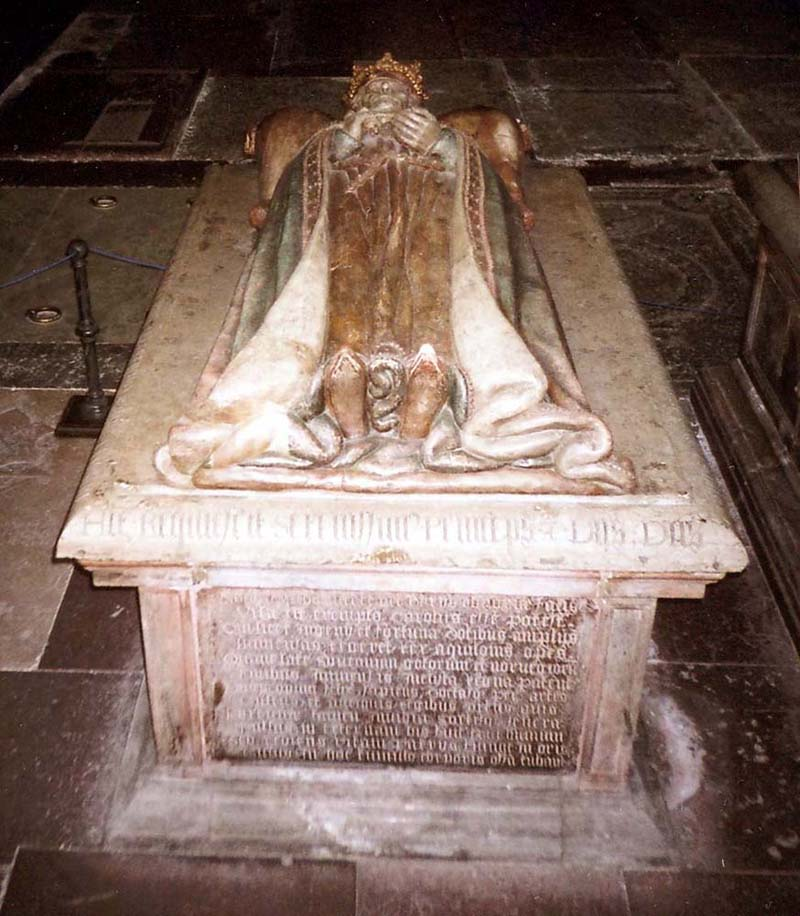
Grabstätte König Karls VIII. in der Riddarholmskyrkan

- 15. Mai: Karl VIII., König von Schweden (* 1408 oder 1409)
- 15. Juli: Alexander Gordon, 1. Earl of Huntly, schottischer Peer (* um 1409)
- 31. August: Friedrich II. von Vaudémont, Graf von Vaudémont und Herr von Joinville (* um 1420)
- 18. Oktober: John Tiptoft, 1. Earl of Worcester, englischer Staatsmann (* 1427)
- 05. November: Antoinette de Maignelais, Mätresse des französischen Königs Karl VII. und des bretonischen Herzogs Franz II. (* um 1430)
- 19. November: Frank II. von Borsselen, seeländischer Adliger (* 1396)
- 23. November: Gaston de Foix, Prinz von Viana (* 1444)